# Antonio Ricciani
Antonio Ricciani, né en 1775 à Rome et mort à Naples en 1836, est un graveur italien des XVIIIe et XIXe siècles, marqué par le style néoclassique.

## Biographie
Né en 1775 à Rome, Antonio Ricciani était un graveur et un dessinateur. Il est devenu directeur de l'école de gravure de l'Accademia di belle arti di Napoli. Il était aussi membre de la chalcographie de Rome en tant que graveur. Il a notamment exécuté une gravure de la sculpture de Napoléon en Mars d'Antonio Canova à la demande de celui-ci, gravure qui a été donnée à la République de Saint-Marin. 

## Œuvres
Liste non-exhaustive de ses œuvres :
- La Resurrección de Jesús, eaux-fortes, 31,5 × 20 cm, date inconnue, collection privée[2] ;
- Giuditta con la testa di Oloferne, eaux-fortes et gravure, avec Pietro Ermini, d'après Pietro Benvenuti, 59 × 96,7 cm, entre 1800 et 1836, Metropolitan Museum of Art[3] ;
- Napoleone come Marte (aussi connue sous le nom de Scultura di un imperatore romano), gravure, d'après Antonio Canova, 63,5 × 45,1 cm, XIXe siècle, collection privée[4] ;
- Morte di Priamo, eaux-fortes et gravure, avec Pietro Ermini, d'après Pietro Benvenuti, 58,8 × 96,5 cm, 1825, Metropolitan Museum of Art[5].

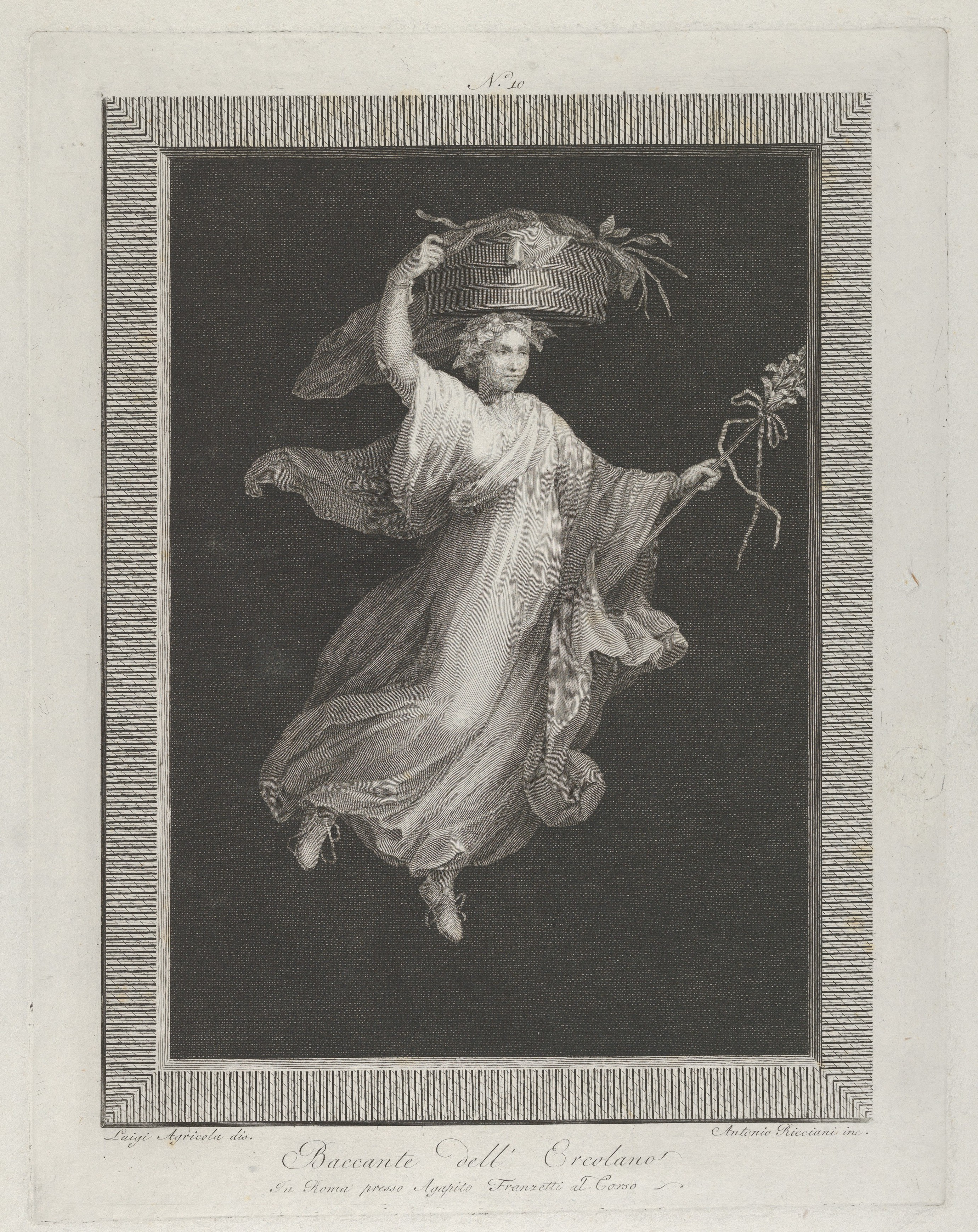
Una baccante che porta un grande cestino in testa e tiene un bastone nella mano sinistra, appoggiata a uno sfondo nero all'interno di una cornice rettangolare (Une bacchante portant un grand panier sur la tête et tenant un bâton dans la main gauche, sur un fond noir à l'intérieur d'un cadre rectangulaire) Entre 1795 et 1820
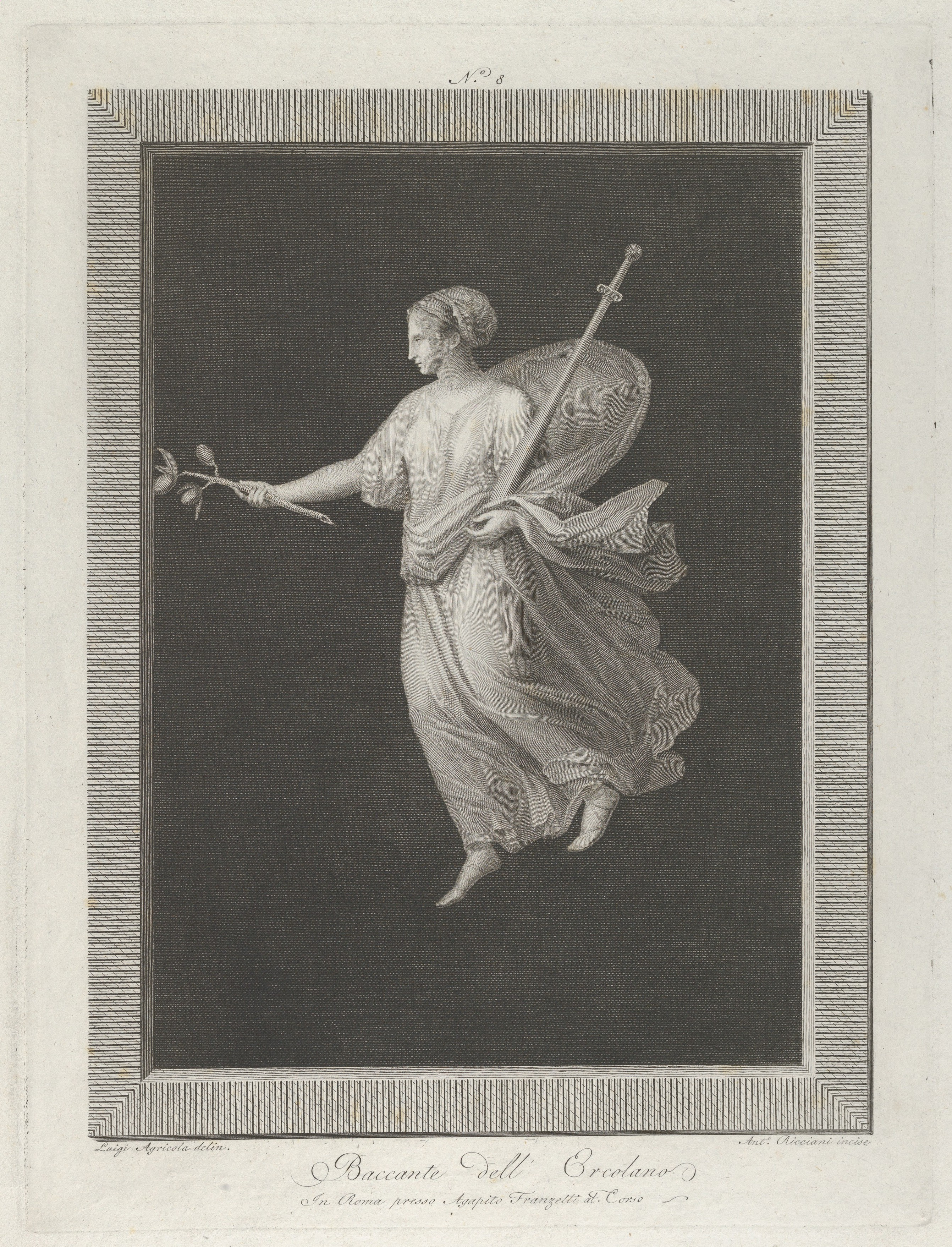
Una baccante con una spada nel braccio sinistro e un ramo con frutti nella mano destra, su uno sfondo nero all'interno di una cornice rettangolare (Une bacchante tenant une épée dans son bras gauche et une branche avec des fruits dans sa main droite, sur un fond noir à l'intérieur d'un cadre rectangulaire)Entre 1795 et 1820
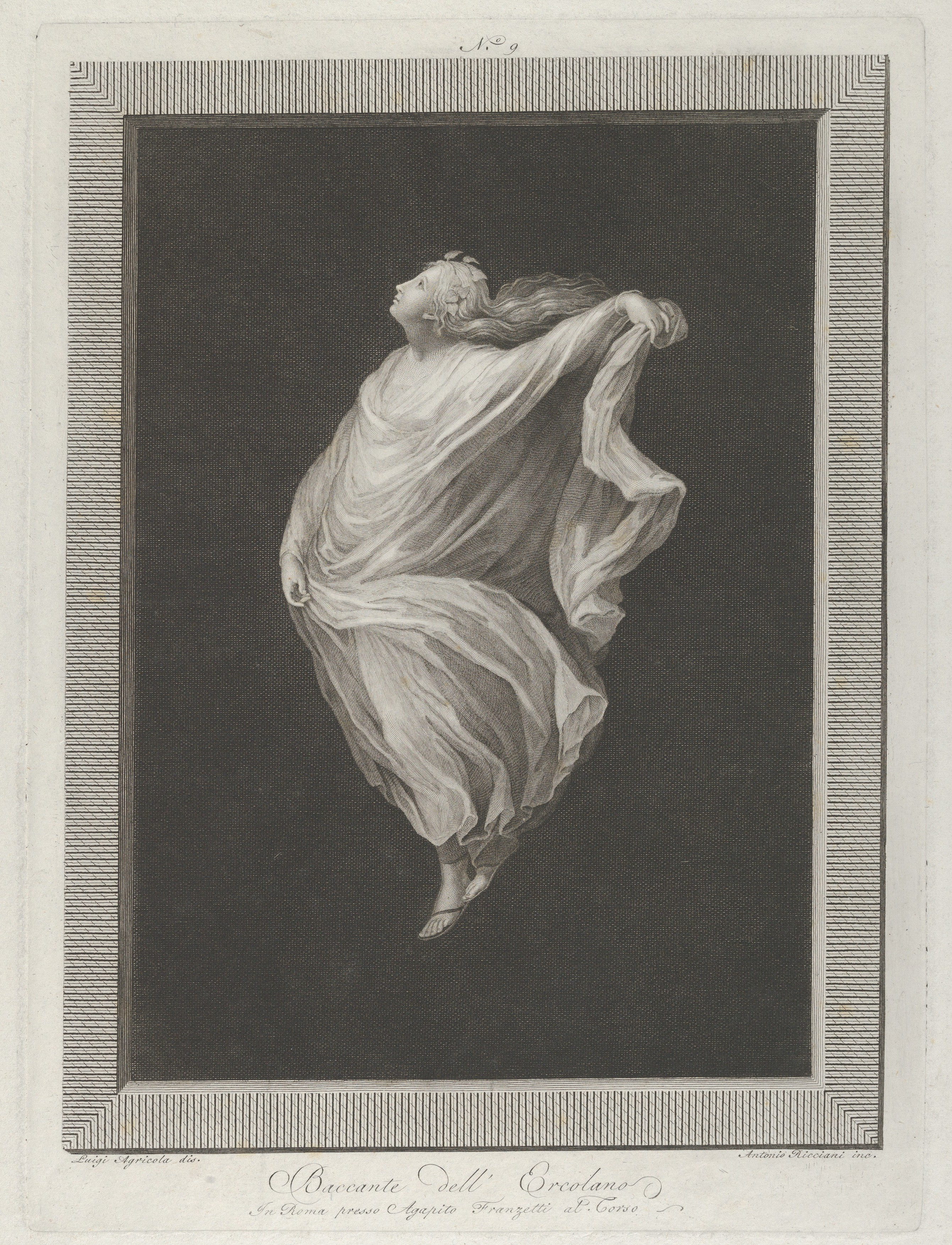
Una baccante vista di profilo rivolto a sinistra, con il braccio sinistro teso che tiene il suo drappo, incastonata su uno sfondo nero all'interno di una cornice rettangolare (Une bacchante vu de profil face à gauche, avec le bras gauche tendu tenant sa draperie, sur un fond noir à l'intérieur d'un cadre rectangulaire) Entre 1795 et 1820
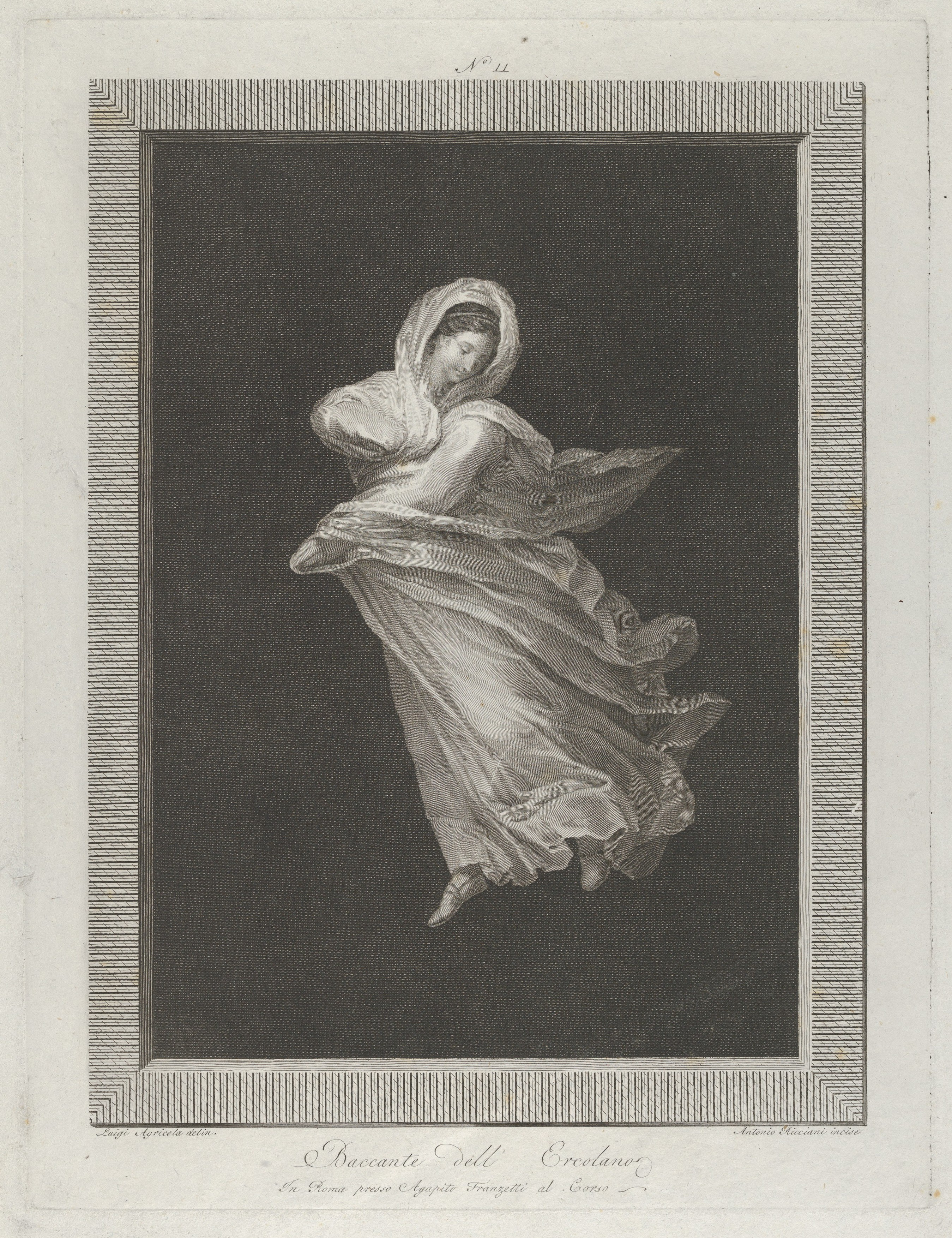
Una baccante che indossa un drappeggio che scorre, guardando in basso, il braccio destro piegato e il braccio sinistro disteso, incastonata su uno sfondo nero all'interno di una cornice rettangolare  (Une bacchante portant une draperie qui coule, regardant vers le bas, le bras droit plié et le bras gauche tendu, sur un fond noir à l'intérieur d'un cadre rectangulaire) Entre 1795 et 1820
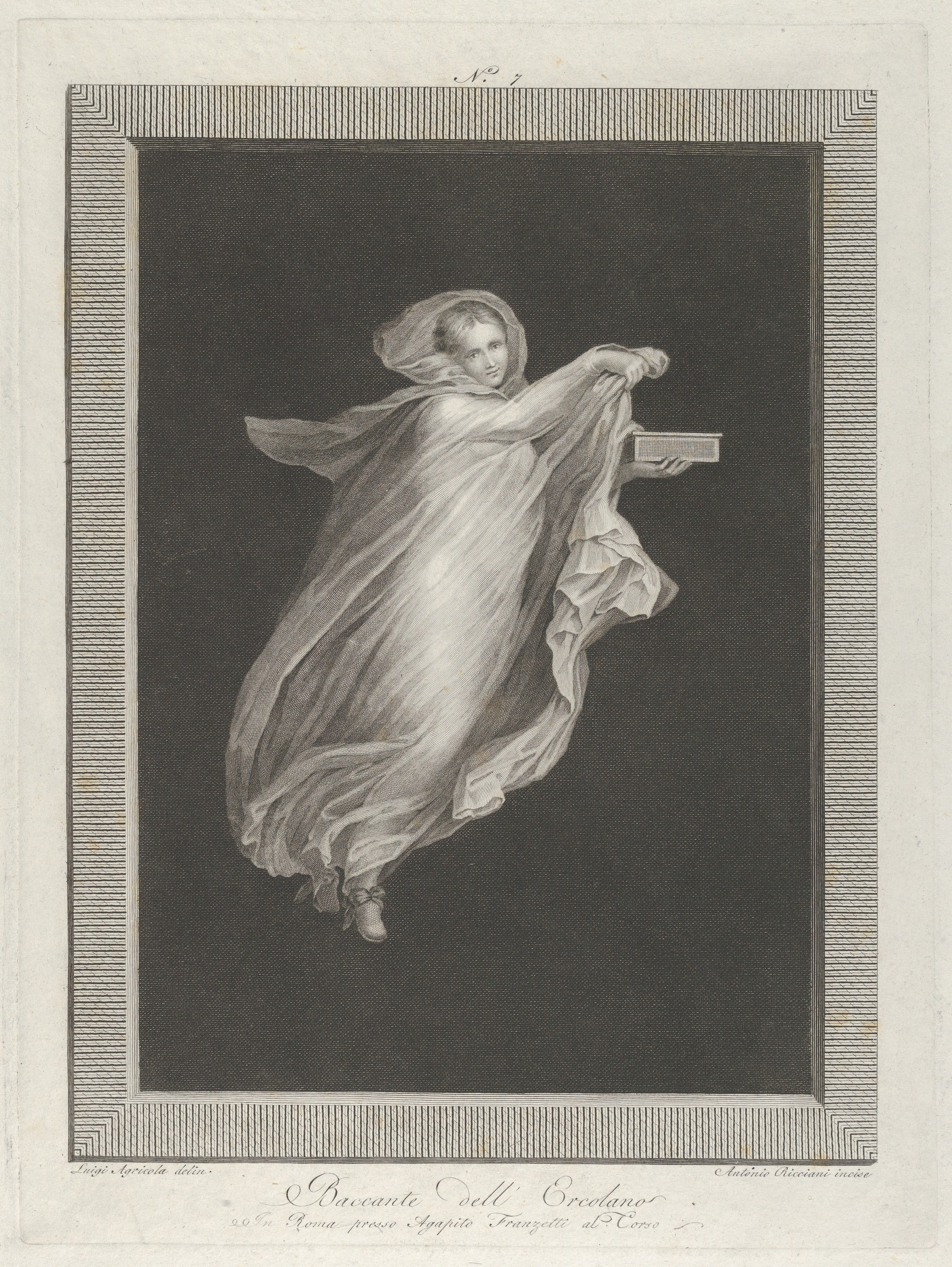
Una baccante che indossa uno scialle con cappuccio e che tiene una scatola nella mano sinistra, su uno sfondo nero all'interno di una cornice rettangolare  (Une bacchante portant un châle à capuchon et tenant une boîte dans sa main gauche, sur un fond noir à l'intérieur d'un cadre rectangulaire) Entre 1795 et 1820
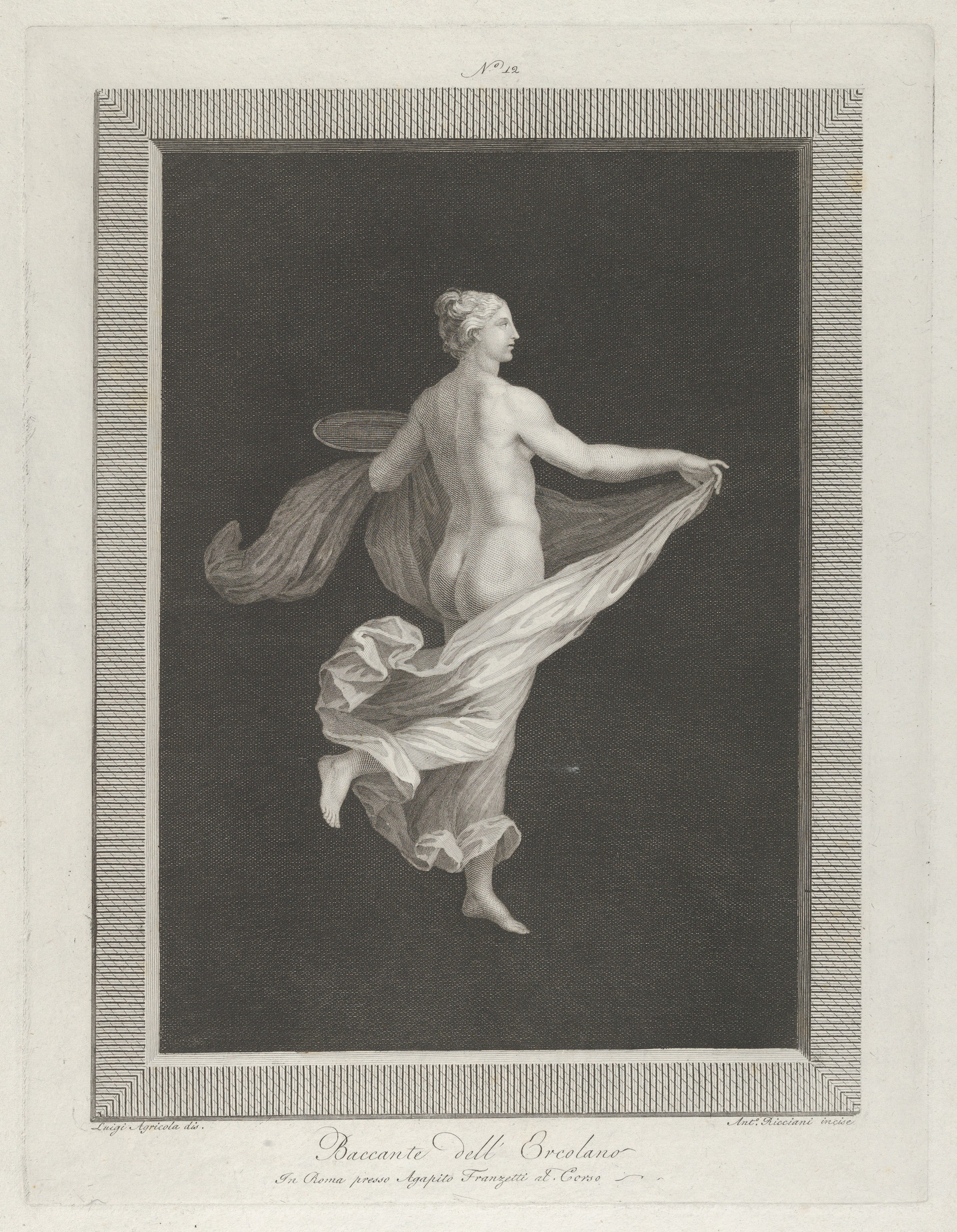
Una baccante parzialmente nuda vista da dietro, rivolta a destra e con un piatto ovale nella mano sinistra, i panneggi alla sua destra, incastonati su uno sfondo nero all'interno di una cornice rettangolare  (Une bacchante en partie nue vue de derrière, face à droite et tenant un plat ovale dans sa main gauche, sa draperie à sa droite, sur un fond noir à l'intérieur d'un cadre rectangulaire) Entre 1795 et 1820
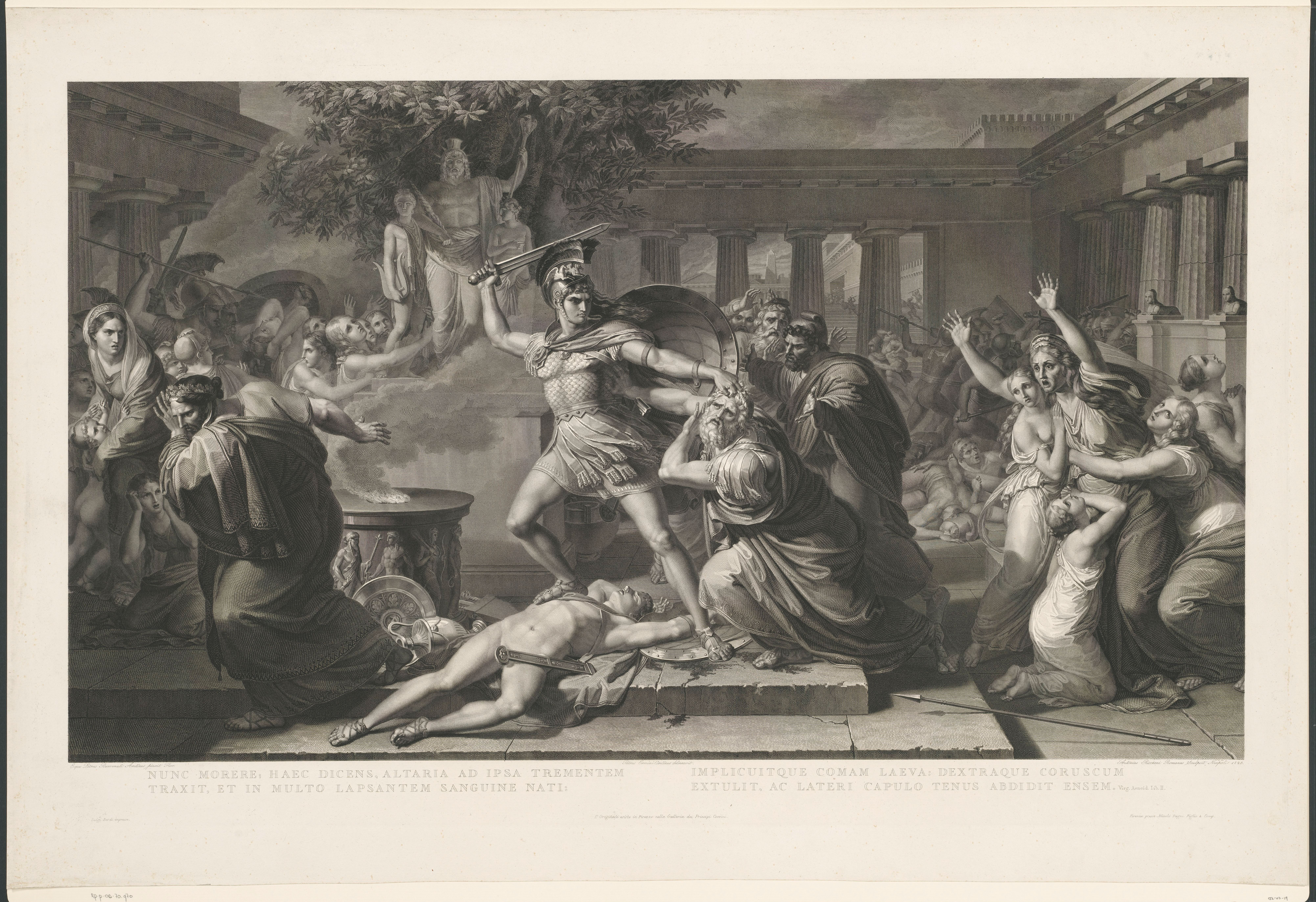
Morte di Priamo  (Mort de Priam) 1825
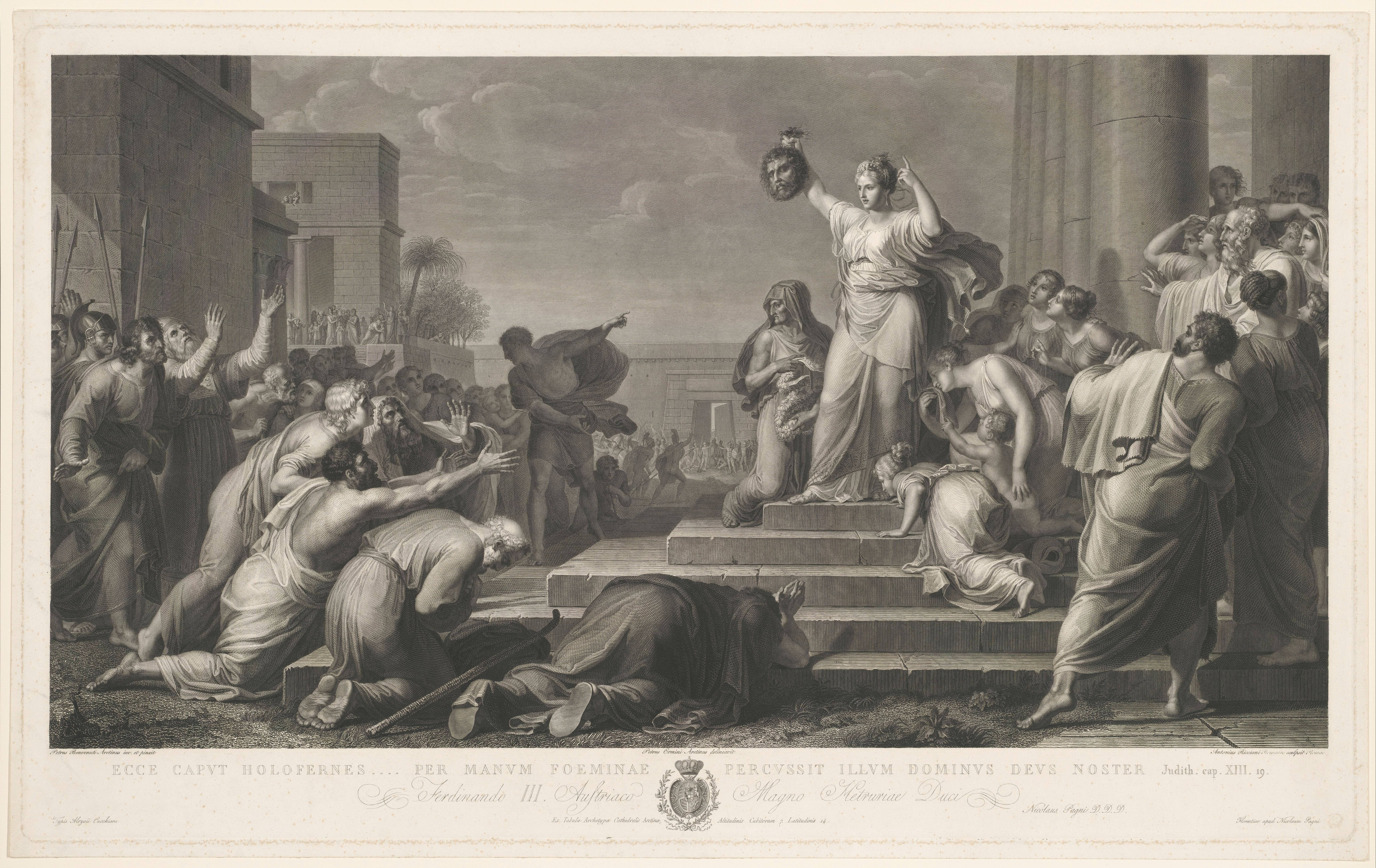
Giuditta con la testa di Oloferne  (Judith avec la tête d'Holopherne) Entre 1800 et 1836
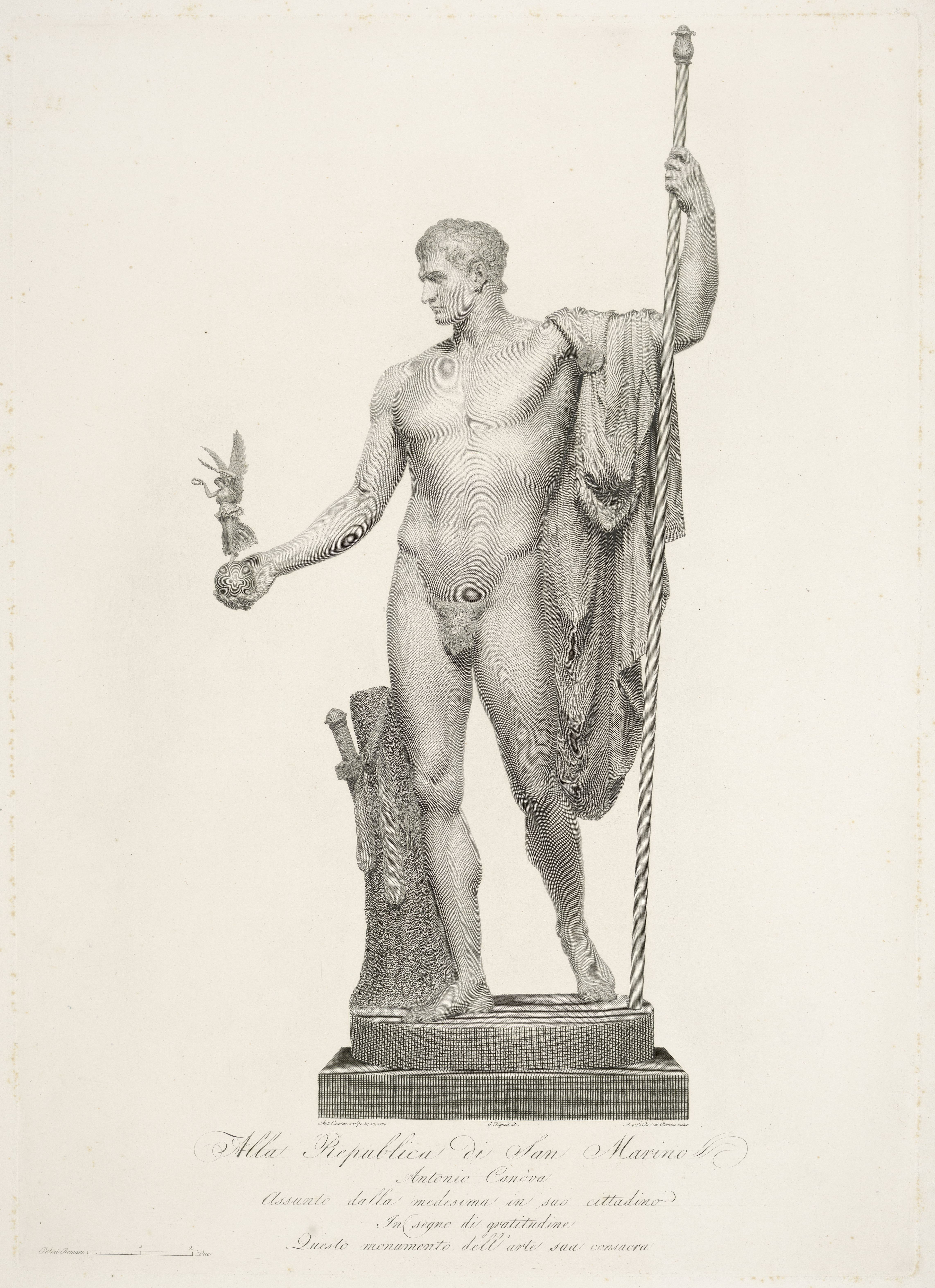
Napoléon en Mars, entièrement nu.